# Saxifraga bidens
Saxifraga bidens là một loài thực vật có hoa trong họ Saxifragaceae. Loài này được (Small) Fedde miêu tả khoa học đầu tiên.